# İsmail Köybaşı
İsmail Köybaşı (Alessandretta, 10 luglio 1989) è un calciatore turco, difensore del Göztepe.

## Caratteristiche tecniche
Nel 2010 è stato inserito nella lista dei migliori calciatori nati dopo il 1989 stilata da Don Balón.

## Carriera

### Club
Ha giocato nella prima divisione turca ed in quella spagnola.

### Nazionale
Dopo aver fatto 5 presenze con la nazionale Under-21, Köybaşı viene chiamato il 12 agosto 2009 da Fatih Terim nella gara contro l'Ucraina, vinta dai turchi 0-3, dove ha sostituito Arda Turan all'86'.
Viene convocato per gli Europei 2016 in Francia.

## Palmarès

### Club

#### Competizioni nazionali
- Coppa di Turchia: 1

Beşiktaş: 2010-2011
- Campionato turco: 2

Beşiktaş: 2015-2016
Trabzonspor: 2021-2022